# Скшидлевский, Анджей
Анджей «Мул» Скшидлевский (пол. Andrzej "Mułem" Skrzydlewski; 3 ноября 1946, Ксаверув, Польша — 28 мая 2006, Ксаверув, Польша) — польский борец греко-римского стиля, призёр Олимпийских игр, чемпионатов мира и Европы, шестикратный (1969, 1971, 1972, 1974, 1975, 1977) чемпион Польши

## Биография
Анджей Скшидлевский был очень силён физически с детства, но только в возрасте 17 лет начал заниматься борьбой.
В 1969 году впервые победил на чемпионате Польши.
В 1972 году стал вторым на чемпионате Европы.
На Летних Олимпийских играх 1972 года в Мюнхене боролся в тяжёлом весе (до 100 килограммов). Регламент турнира остался прежним, с начислением штрафных баллов, но сменилось количество баллов, начисляемых за тот или иной результат встречи. За чистую победу штрафные баллы не начислялись, за победу с явным преимуществом начислялось 0,5 штрафных балла, за победу по очкам 1 балл, за ничью 2 или в случае пассивной ничьи 2,5 балла, за поражение с явным преимуществом соперника 3,5 балла и за чистое поражение 4 балла. Как и прежде, борец, набравший 6 штрафных баллов, из турнира выбывал. Титул оспаривали 14 борцов.
Победив в двух и проиграв в двух встречах, Анджей Скшидлевский из турнира выбыл.
| Выступление на Олимпийских играх 1972 года | Выступление на Олимпийских играх 1972 года | Выступление на Олимпийских играх 1972 года   | Выступление на Олимпийских играх 1972 года | Выступление на Олимпийских играх 1972 года | Выступление на Олимпийских играх 1972 года | Выступление на Олимпийских играх 1972 года |
| Круг                                       | Соперник                                   | Страна                                       | Результат                                  | Баллы                                      | Всего баллов                               | Время схватки                              |
| ------------------------------------------ | ------------------------------------------ | -------------------------------------------- | ------------------------------------------ | ------------------------------------------ | ------------------------------------------ | ------------------------------------------ |
| 1                                          | Лоренц Хехер                               | Федеративная Республика Германии (1949—1990) | Победа По очкам                            | -1                                         | -1                                         |                                            |
| 2                                          | Бук Дэдрих                                 | Соединённые Штаты Америки                    | Победа Туше                                | 0                                          | -1                                         | 1:23                                       |
| 3                                          | Ференц Кишш                                | Венгрия                                      | Поражение По очкам                         | -3                                         | -4                                         |                                            |
| 4                                          | Николай Яковенко                           | Союз Советских Социалистических Республик    | Поражение Туше                             | -4                                         | -8                                         |                                            |

В 1973 году завоевал бронзовую медаль чемпионата мира. В 1974 году был вторым на Гран-при Германии и пятым на чемпионатах мира и Европы. В 1975 году вновь добрался до третьего места чемпионата мира. В 1976 году был пятым на Гран-при Германии и четвёртым на чемпионате Европы.
На Летних Олимпийских играх 1976 года в Монреале боролся в тяжёлом весе (до 100 килограммов). Регламент турнира остался в основном прежним. Титул оспаривали 13 борцов.
Даже несмотря на неожиданное поражение в третьем круге, польский борец смог дойти до финала, чему способствовали остальные чистые победы. Но в финальных встречах Скшидлевский проиграл и болгарину Горанову, и непобедимому на тех играх Николаю Балбошину (дважды Скшидлевский всё-таки побеждал Балбошина, в 1975 году на чемпионате мира и в 1976 году на чемпионате Европы).
| Выступление на Олимпийских играх 1976 года | Выступление на Олимпийских играх 1976 года | Выступление на Олимпийских играх 1976 года   | Выступление на Олимпийских играх 1976 года | Выступление на Олимпийских играх 1976 года | Выступление на Олимпийских играх 1976 года | Выступление на Олимпийских играх 1976 года | Выступление на Олимпийских играх 1976 года |
| Круг                                       | Соперник                                   | Страна                                       | Результат                                  | Счёт                                       | Баллы                                      | Всего баллов                               | Время схватки                              |
| ------------------------------------------ | ------------------------------------------ | -------------------------------------------- | ------------------------------------------ | ------------------------------------------ | ------------------------------------------ | ------------------------------------------ | ------------------------------------------ |
| 1                                          | Бахрам Моштаги                             | Иран                                         | Победа                                     | Туше                                       | 0                                          | 0                                          | 2:24                                       |
| 2                                          | Даниэль Верник                             | Аргентина                                    | Победа                                     | Туше                                       | 0                                          | 0                                          | 1:17                                       |
| 3                                          | Брэд Рейганс                               | Соединённые Штаты Америки                    | Поражение                                  | 7-9                                        | -3                                         | -3                                         | 9:00                                       |
| 4                                          | Хайнц Шефер                                | Федеративная Республика Германии (1949—1990) | Победа                                     | Туше                                       | 0                                          | -3                                         | 2:59                                       |
| Финал (встреча 1)                          | Камен Горанов                              | Болгария                                     | Поражение                                  | 2-6                                        |                                            |                                            | 9:00                                       |
| Финал (встреча 2)                          | Николай Балбошин                           | Союз Советских Социалистических Республик    | Поражение                                  | Туше                                       |                                            |                                            | 1:25                                       |

В 1977 году на чемпионате Европы был третьим, вторым на Гран-при Германии и шестым на чемпионате мира. В 1978 году был седьмым на Гран-при Германии. В 1980 году закончил карьеру.
После окончания тренерской академии в Катовице работал тренером, с 1980 года в Гётеборге. По возвращении в Польшу в середине 1980-х был предпринимателем.
Скоропостижно скончался в 2006 году.